# Robert P. Kerr
Robert P. Kerr, nato Robert Perry Kerr (Burlington, 9 ottobre 1892 – Porterville, 5 settembre 1960), è stato un regista, attore e sceneggiatore statunitense.

## Biografia
Nato nel 1892 in Colorado, a Burlington, cominciò a lavorare nel cinema nel 1914 come attore per la Keystone di Mack Sennett. Nel 1916, fece l'assistente alla regia e passò dietro alla macchina da presa, debuttando come regista con la comica Black Eyes and Blue.

## Filmografia

### Regista
- Black Eyes and Blue

- His Sons-in-Law (1924)
- Obey the Law (1924)
- Keep Going (1924)

- The Amateur Detective (1925)

- A Trip to Chinatown (1926)

- The Mild West (1927)

### Attore
- Il fortunoso romanzo di Tillie (Tillie's Punctured Romance), regia di Mack Sennett (1914)
- Love, Loot and Crash
- A Janitor's Wife's Temptation
- His Bread and Butter
- Pest of the Storm Country
- His Sons-in-Law, regia di Robert Kerr (1924)
- They Had to See Paris
- The Spider, regia di Kenneth MacKenna e William Cameron Menzies (1931)
- L'isola delle anime perdute (Island of Lost Souls), regia di Erle C. Kenton (1932)
- La vita comincia a quarant'anni (Life Begins at Forty), regia di George Marshall
- Party Wire
- The Public Menace